# Branchiosyllis oculata
Branchiosyllis oculata är en ringmaskart som beskrevs av Ehlers 1887. Branchiosyllis oculata ingår i släktet Branchiosyllis och familjen Syllidae. Inga underarter finns listade i Catalogue of Life.